# Маран, Рене
Рене Маран (фр. René Maran; 5 ноября 1887, Фор-де-Франс, Мартиника — 9 мая 1960, Париж, Франция) — французский писатель и поэт, по происхождению креол из Французской Гвианы, лауреат Гонкуровской премии (1921) и Большой литературной премии Французской академии (1942).

## Биография
Рене Маран родился 5 ноября 1887 года на корабле, на котором его родители, Леон-Эрменежильд Маран (1864—1911) и Мари-Корина Маран (1865—1915), урождённая Лаграндер, плыли из Кайенны во Французской Гвиане в Фор-де-Франс на Мартинике. В метрике будущего писателя указана другая дата — 8 ноября 1887 года, поскольку корабль прибыл в порт через три дня после его рождения. Через три года семья переехала в Габон, где отцу предложили пост в колониальной администрации.
В 1894 году Рене Марана поместили в пансионат при лицее в Талансе. С 1897 по 1906 год он учился в лицее Мишеля Монтеня в Бордо, где познакомился с Феликсом Эбуэ — будущим высокопоставленным колониальным чиновником, который организовал Движение Сопротивления во Французской Экваториальной Африке (ФЭА).
В 1909 году Рене Маран получил высшее юридическое образование и дебютировал поэтическим сборником «Дом счастья» в журнале Леона Боке «Дозорная башня» (фр. Le Beffroi), который издавался в Лилле. В 1910 году поступил на государственную службу, став чиновником четвертого класса колониальной администрации в Убанги-Шари (ныне Центральноафриканская республика). Там он встретился с отцом, который полгода назад вышел на пенсию и вскоре переселился в Бордо. После смерти отца в 1911 году, у Рене Марана возникли материальные затруднения, так, как ему пришлось финансово поддерживать мать и двух младших братьев.
По совету Филеаса Лебега в 1912 году он начал писать роман «Батуала», который посвятил другу, переводчику Мануэлю Гаисто. Роман вышел в издательстве Альбена Мишеля в 1921 году. Посильную помощь в его издании оказали Мануэль Гаисто и поэт Анри де Ренье. В предисловии Маран подверг острой критике некоторые аспекты колониальной политики Франции, обратившись ко всем французским писателям. По этой причине власть запретила распространять книгу в колониях. В том же году автор получил Гонкуровскую премию. За роман «Батуала» проголосовали пять членов жюри. Другие пять предпочли «Свадебную песню» (фр. L'Epithalame) Жака Шардонна. Рене Маран победил благодаря двойному голосу председателя жюри Гюстава Жеффруа и стал первым чернокожим лауреатом Гонкуровской премии. В финальный тур также вышли Пьер Мак-Орлан с книгой «Кавалер Эльса» (фр. La Cavalière Elsa) и Жорж Иманн с книгой «Ноктюрны» (фр. Les nocturnes).
В конце 1924 года Рене Маран в чине заместителя третьего класса гражданской службы подал в отставку. Переехав из Убанги в Париж, он стал профессиональным писателем и журналистом на радио. В 1927 году женился на Камилле Бертло (1894—1977). Бездетные супруги удочерили девочку, которая в 1946 году, выйдя замуж, взяла двойную фамилию, и стала Полеттой Мишель-Маран.
В 1930-х годах Рене Маран часто посещал литературный салон Полетт Нардаль, где познакомился с писателями Леопольдом Сенгором, Эме Сезером, Жаном Прис-Маром и политиком Гастоном Моннервиллем. Он посоветовал родоначальникам негритюда избегать крайностей. Сам писатель отличался умеренностью и считал, что в жизни всей Французской империи можно достичь гармонии благодаря смешению рас. Уважал историю французов, независимо от цвета их кожи, был патриотом Франции и выступал за равные возможности для всех её граждан.
С 1937 года ему стали выплачивать стипендию из фонда «Межколониальной службы» (фр. Service intercolonial) за то, что по заказу французского министерства колоний он редактировал статьи, которые затем бесплатно поступали в редакции газет. Рене Маран продолжал работать и во время оккупации Франции в период Второй мировой войны. Он опроверг все обвинения в коллаборационизме и в 1942 году получил от Французской академии Большую премию Брокетт-Гонен , выдаваемую, в частности, за выдающиеся моральные качества. Во время Второй мировой войны, оставшись на оккупированной территории, избежал интернирования. Рене Маран недоброжелательно относился к начинанию Феликса Эбуэ — одного из организаторов голлистского Движения Сопротивления во Французской Экваториальной Африке. Он считал, что не африканским туземцам предстоит защищать французов, а наоборот, французам — туземцев. В 1949 году Франсуа Корню-Жантий, верховный комиссар Французской Экваториальной Африки, постановил выплачивать ему пожизненную пенсию в 100 000 франков ежегодно — в знак «признания за литературные произведения, посвященные Французской Экваториальной Африке». Однако в 1953 году преемник комиссара отменил это постановление.
В последние годы жизни писатель вёл общественную деятельность, связанную с проблемами расовой дискриминации. Он принял участие в Первом всемирном конгрессе чернокожих писателей и художников, состоявшемся в Париже в 1956 году, а также на Втором конгрессе в Риме в 1959 году. Поддерживал дружеские отношения с чернокожим американским писателем и дипломатом Меркером Куком.
Рене Маран умер 9 мая 1960 года. Причиной смерти, по словам его внука Бернара Мишеля, стал инфаркт. Его похоронили на кладбище Монпарнас рядом с другими лауреатами Гонкуровской премии — Маргерит Дюрас, Симоной де Бовуар и Люсьеном Бодаром.

## Творчество
Первые пробы пера Рене Марана относятся ко времени обучения в лицее. В 1909, 1912, 1922 и 1935 годах он издал четыре сборника стихов — «Дом счастья», «Внутренняя жизнь», отмеченные сильным влиянием символизма, «Невозмутимое лицо: стансы» и «Прекрасные образы». Пятая — «Книга воспоминаний» (1958) — стала итогом. В ней автор собрал все лучшее из написанного. Литературовед Селим Ландер подверг критике поэтические произведения автора, приведя в пример те, что в 1953 году были поданы как основание принятия Рене Марана в Международную академию французской культуры (в частности, стихотворение «Мать»). Иронично критик отнесся и к литературным предпочтениям писателя.
В истории литературы Рене Маран известен, прежде всего, как прозаик. Он писал познавательные анималистические книги, предназначенные главным образом для детей и юношества, в которых красочно описывал африканскую природу и осуждал жестокость в отношении животных. Это «Джума, собака джунглей» (1927), «Книга джунглей» (1934), «Звери джунглей» (1941), «Слон Мбала» (1947) и «Бабуин Бакуя» (1953). В активе писателя также два почти автобиографических романа «Жесткое сердце» (начат около 1912 года и издан единственный раз в 1931) и «Человек как все», который, переименованный и переработанный, трижды издавался: впервые в 1927 году под названием «Дневник без дат», во второй раз около 1932 года под названием «Защита любви», и в третий раз в 1947 году под актуальным названием. Главными героями романа являются чернокожий антилец Жан Венез и белокожая француженка Андре-Мариэлла (в предыдущих вариантах — Адиджа и Урика). Сам автор утверждал, что написал их не вовремя. Как пишет Франц Омар Фанон в публицистической книге «Чёрная кожа, белые маски» о Жане Венезе: «Это европеец. Но он чернокожий, следовательно он негр. В этом и противоречие. Он не понимает людей своей расы, а белокожие не понимают его».
Двойственность присуща и самому Рене Марану. Как литератор и журналист, он боролся за признание равноправия чернокожего человека во французском обществе, выступал против расизма, против угнетения колонизированных народов и в то же время провозглашал идею гуманистической миссии Франции, отстаивал правильность и прогрессивность ассимиляционной колониальной политики. В своих романах на африканскую тематику он описывал непростые отношения между «чёрными» и «белыми» соотечественниками. Рене Маран был патриотом Франции и, несмотря на некоторые замечания, высказанные в корреспонденции с Филеасом Лебегом, описывал жизнь «великих французов», в том числе и тех, которые открывали земли будущей Французской колониальной империи. В переписке часто цитировал своих трёх лучших друзей, — Феликса Эбуэ, Филеаса Лебега и Мануэля Гаисто.
Самым известным произведением писателя стал «Батуала», первый франкоязычный роман об африканских туземцах, написанный темнокожим автором. В 1921 году Рене Маран был удостоен Гонкуровской премии и тогда же, сразу же после издания романа, он попал под лавину критики и клеветнических обвинений во французской прессе. Раздражение вызвала не столько книга, сколько предисловие, в котором содержалось осуждение не отдельных колониальных чиновников, а всей колониальной администрации Французской Экваториальной Африки.
25 января 1922 года Рене Траутманн опубликовал в газете «Национальное действие» (фр. L’Action nationale) статью, в которой обвинил Рене Марана в «расизме, самозванстве и неблагодарности», а к главному герою романа — вождю Батуале, обратился с такими словами: «Но, Батуала, мы знаем Ваш образец счастливой жизни — грабить, мучить, убивать или обращать в рабство всех Ваших соседей, кем бы они ни были. Вот, что вершина вашего счастья, вы, добрые негры Центральной Африки». Рене Траутманн выдвинул своё деление негроидной расы на «негров», то есть тех, которые ещё не познали «благо французского колониализма», и «чёрных», осчастливленных им. В защиту автора «Батуалы» встал Леон Боке, написав в предисловии к «Маленькому королю Химерии» (1924), что Рене Маран полностью ассимилировался во французской культуре, хоть по происхождению и является африканцом.
Роман «Батуала» вошёл в школьную программы литературы в Сенегале и Республике Конго после обретения независимости. Во Франции — с 2002 года.

## Список произведений

### Поэзия
- «Дом счастья» (фр. La maison du bonheur 1909).
- «Внутренняя жизнь» (фр. La vie intérieure 1912).
- «Книга воспоминаний» (фр. Le livre du souvenir 1958).

### Проза
- «Батуала» (фр. Batouala 1921).
- «Маленький король Шимерье» (фр. Le petit roi de Chimérie 1924).
- «Джума, собака джунглей» (фр. Djouma, chien de brousse... 1927).
- «Журнал без даты» (фр. Journal sans date 1927).
- «Тяжёлое сердце» (фр. Le cœur serré 1931).
- «Человек, который ждёт» (фр. L'homme qui attend 1936).
- «Боли сердца» (фр. Peines de cœur 1944).
- «Человек как все» (фр. Un homme pareil aux autres 1947).
- «Слон Мбала» (фр. Mbala, l'éléphant 1947).
- «Бабуин Бакуя» (фр. Bacouya, le cynocéphale 1953).

### Эссе
- «Чёрная асептика!» (фр. Asepsie noire! 1931).
- «Золотой песок Чада» (фр. Le Tchad de sable et d'or 1931).
- «Французская Экваториальная Африка: земли и будущие скачки» (фр. Afrique Équatoriale Française: terres et races d'avenir 1937).
- «Ливингстон и исследование Африки» (фр. Livingstone et l'exploration de l'Afrique 1938).
- «Бразза и создание Французской Экваториальной Африки» (фр. Brazza et la fondation de l'A.E.F. 1941).
- «Пионеры империи» (фр. Les pionniers de l'empire  1943—1955).
- «Саворньян де Бразза» (фр. Savorgnan de Brazza 1951).
- «Звери джунглей» (фр. Bêtes de la brousse 1952).
- «Феликс Эбуэ, великий служащий и верный слуга» (фр. Félix Éboué, grand commis et loyal serviteur, 1885-1944 1957).
- «Бертран дю Геслен, меч короля» (фр. Bertrand du Guesclin, l'épée du roi 1960).